# Остров Соревнования
Остров Соревнования — остров в Карском море. Расположен у западного побережья Таймыра и отделён от материка Птенцовой лагуной. Административно входит в состав Красноярского края.
Остров шириной 3,5 км и длиной 5 км имеет неправильную форму. Самая северная точка острова — мыс Приметный, самая южная — мыс Плавниковый. В южной части острова лежит озеро Утиное. Остров покрыт луговой растительностью и мхами.